# الدين في ميانمار
الدين في ميانمار (تعداد 2014)
تُعتبر ميانمار (تُعرف بورما أيضًا) دولة مُتعددة الأديان. لا يوجد فيها دين رسمي، إلا أن الحكومة هناك تُبدي اهتمامها الأكبر بالبوذية على مذهب تيرافادا، حيث تعتبر دين الأغلبية. وفقًا لتعداد عام 2014 للحكومة الميانمارية، البوذية هي الدين المهيمن، حيث يشكل أتباعها 88% من سكان الدولة، والمجموعات العرقية التي تمارسها هي (البرماويون، والراخين، والشان، والمون، والكارين، والصينيون). ينص الدستور الجديد على حرية الدين؛ إلا أنه جنبًا إلى ذلك يسمح للنظام بتقييد هذه الحرية عند الإرادة. يشكل المسيحيون ما نسبته 6.2% من السكان، والمجموعات العرقية التي تمارسها هي (جين، وكاشين، وكارين). أما الإسلام فيشكل أتباعه ما نسبته 4.3% ويتكونون من (الروهينغيا، والهنود، والماليزيون، وأقليات أخرى). بينما الهندوسية فيمارسها الهنود وتتشكل نسبتهم 0.5%.

## الإحصائيات
| الدين        | السكان 1973 | السكان 1983 | السكان 2014 |
| ------------ | ----------- | ----------- | ----------- |
| بوذية        | 88.8%       | 89.4%       | 87.9%       |
| مسيحية       | 4.6%        | 4.9%        | 6.2%        |
| إسلام        | 3.9%        | 3.9%        | 4.3%        |
| هندوسية      | 0.4%        | 0.5%        | 0.5%        |
| ديانات قبلية | 2.2%        | 1.2%        | 0.8%        |
| ديانات أخرى  | 0.1%        | 0.1%        | 0.2%        |
| لادينية      | —           | —           | 0.1%        |

- ملحوظة: هُناك جزء من مسلمي بورما لا تعترف الحكومة البورمية بهم كمواطنين بورميين. دون حسبانهم ستنخفض نسبة المسلمين في بورما إلى 2.3% من مجموع سكان الدولة. تزعُم العديد من ديانات الأقليات أن لها أتباع أكثر من تلك المذكورة بالإحصائيات الرسمية.[بحاجة لمصدر]

## البوذية

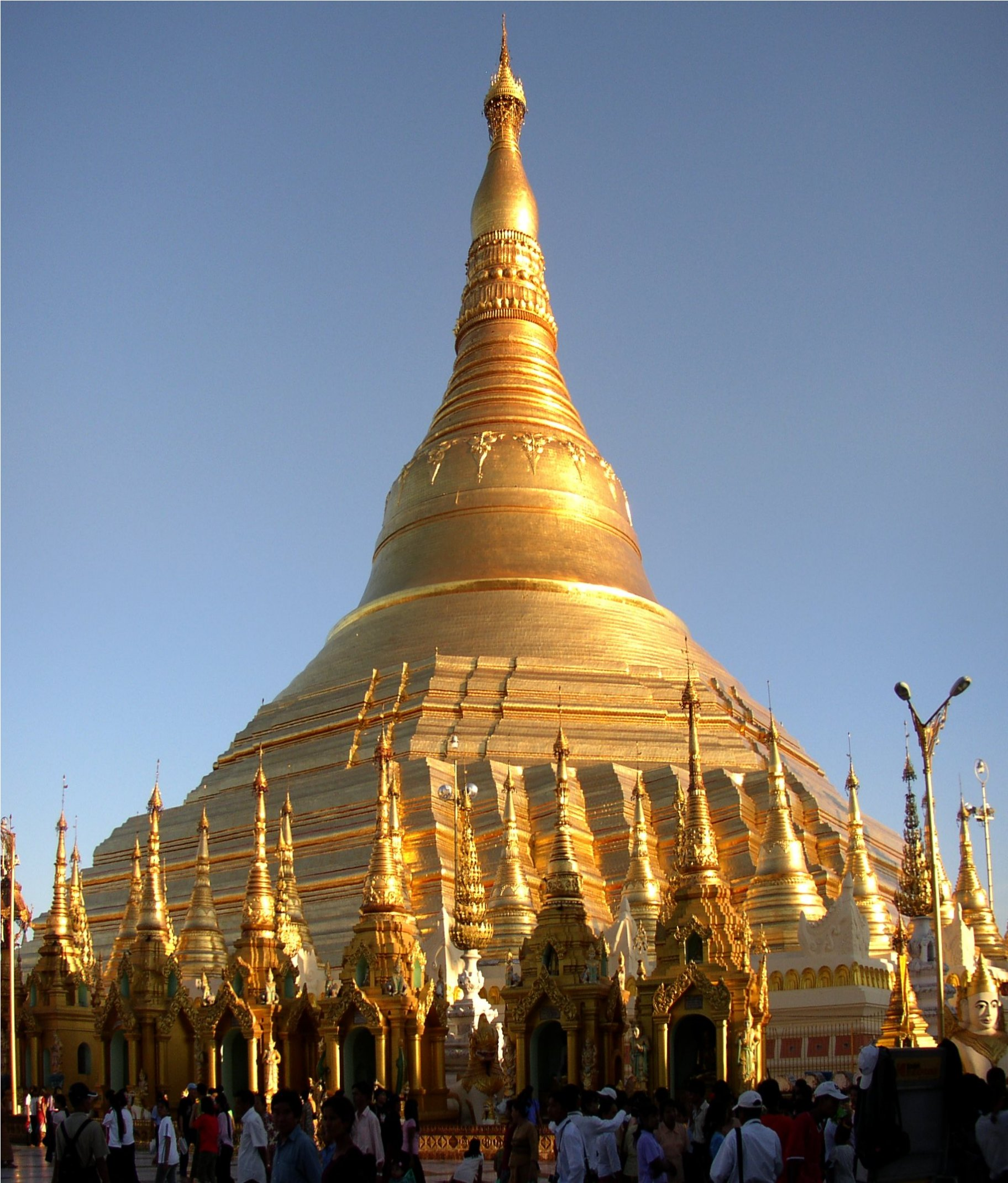
معبد شويداغون البوذي في يانغون – الأكثر تبجيلًا في ميانمار.

البوذية على مذهب تيرافادا هي الشائعة في ميانمار، حيث يمارسها 88% من سكان البلاد. تعد ميانمار من أكثر الدول البوذية تدينًا من حيث نسبة الرهبان في السكان، ونسبة الدخل المنفق على الدين. تمارس البوذية كل من هذه المجموعات العرقية البرماويين، والشان، والراخين، والمون، والكارين، والصينيين المندمجين بصورة جيدة مع المجتمع البورمي. يعرف الرهبان باسم سانغا وهم مبجلون في المجتمع البورمي. شارك العديد من الرهبان عام 2007 في ثورة الزعفران، وأفادت التقارير بأن قوات الأمن الحكومية قامت باعتقالهم. ولا يزال بعض الرهبان القياديين محتجزين في سجون مختلفة في أنحاء البلاد.

## المسيحية
يشكل المسيحيون 6.2% من سكان ميانمار، وتمارسها في المقام الأول كل من العرقيات (كاشين، وجين، وكارين) وهناك أيضًا أوراسيون الذين يعملون بالتبشير. نحو أربعة أخماس مسيحيي البلاد هم من البروتستانت، والروم الكاثوليك يشكلون الباقي. تعتبر المسيحية الديانة الأسرع نموًا في البلاد.

## الهندوسية
يعتنق نسبة 0.5% من السكان الهندوسية. ومعظم هندوس ميانمار هم من ذوي الأصول الهندية.

## اليهودية
على الرغم من أن يهود بورما كانوا بالآلاف في ما مضى، لا يوجد حاليًا سوى عشرين يهوديًا يعيشون في يانغون (رانغون)، ولديهم الكنيس الوحيد في البلاد. غادر معظم اليهود ميانمار في بداية الحرب العالمية الثانية، وأيضًا بعد تولي القائد ني وين الحكم في عام 1962.

## الإسلام
بصفة أساسية المسلمين في ميانمار هم من المذهب السني ويشكلون 4.3% من السكان وفقًا للتعداد الحكومي.